# Лейн (Південна Кароліна)
Лейн (англ. Lane) — місто (англ. town) в США, в окрузі Вільямсберг штату Південна Кароліна. Населення — 472 особи (2020).

## Географія
Лейн розташований за координатами 33°31′30″ пн. ш. 79°52′47″ зх. д. / 33.52500° пн. ш. 79.87972° зх. д. (33.525094, -79.879680).  За даними Бюро перепису населення США в 2010 році місто мало площу 10,23 км², уся площа — суходіл.

## Демографія
Згідно з переписом 2010 року, у місті мешкало 508 осіб у 202 домогосподарствах у складі 134 родин. Густота населення становила 50 осіб/км².  Було 257 помешкань (25/км²).
Расовий склад населення:
| - 90,6 % — чорних або афроамериканців - 8,7 % — білих |

До двох чи більше рас належало 0,8 %. Частка іспаномовних становила 0,2 % від усіх жителів.
За віковим діапазоном населення розподілялося таким чином: 24,2 % — особи молодші 18 років, 59,5 % — особи у віці 18—64 років, 16,3 % — особи у віці 65 років та старші. Медіана віку мешканця становила 41,7 року. На 100 осіб жіночої статі у місті припадало 77,6 чоловіків;  на 100 жінок у віці від 18 років та старших — 79,9 чоловіків також старших 18 років.
Середній дохід на одне домашнє господарство  становив 33 783 долари США (медіана — 23 750), а середній дохід на одну сім'ю — 43 972 долари (медіана — 39 375). За межею бідності перебувало 31,1 % осіб, у тому числі 58,2 % дітей у віці до 18 років та 22,5 % осіб у віці 65 років та старших.
Цивільне працевлаштоване населення становило 182 особи. Основні галузі зайнятості: освіта, охорона здоров'я та соціальна допомога — 38,5 %, публічна адміністрація — 14,8 %, виробництво — 14,8 %.